# EuroLeague 2017/18
Die Saison 2017/18 war die 18. Spielzeit der EuroLeague (offiziell Turkish Airlines EuroLeague) unter Leitung der ULEB und die insgesamt 61. Saison des bedeutendsten Wettbewerbs für europäische Basketball-Vereinsmannschaften, der von 1958 bis 2000 von der FIBA unter verschiedenen Bezeichnungen organisiert wurde.
Den Titel gewann Real Madrid. Für die Spanier war es der zweite Gewinn der EuroLeague. Zuvor triumphierten die Madrider achtmal im FIBA Europapokal der Landesmeister.

## Modus
Die EuroLeague-Saison 2017/18 wurde mit demselben Modus wie in der Vorsaison durchgeführt. Es nahmen 16 Teams am Wettbewerb teil. Diese traten in einer Gruppe je zweimal gegeneinander an, sodass jede Mannschaft 30 Spiele absolvierte.
Die acht bestplatzierten Mannschaften qualifizierten sich für die K.O.-Runde, welche als Play-off im „Best-of-Five“-Modus ausgespielt wurde. Die vier sich durchsetzenden Mannschaften qualifizierten sich für das Final-Four-Turnier.

## Teilnehmende Mannschaften
Es nahmen sieben Meister und drei Vizemeister der wichtigsten nationalen, bzw. supranationalen Ligen teil.
| Verein                   | Nationale Liga          | Halle                                         | Kapazität | 2016/17 national | Lizenz |
| ------------------------ | ----------------------- | --------------------------------------------- | --------- | ---------------- | ------ |
| Valencia Basket Club     | Liga ACB                | Pabellón Fuente de San Luis                   | 9.000     | Meister          | B      |
| Real Madrid              | Liga ACB                | WiZink Center                                 | 15.000    | Vizemeister      | A      |
| Laboral Kutxa Vitoria    | Liga ACB                | Fernando Buesa Arena                          | 15.504    | Halbfinale       | A      |
| Unicaja Málaga (EC)      | Liga ACB                | Palacio de Deportes José María Martín Carpena | 11.300    | Halbfinale       | B      |
| FC Barcelona             | Liga ACB                | Palau Blaugrana                               | 07.585    | Viertelfinale    | A      |
| Panathinaikos Superfoods | A1 Ethniki              | OAKA Olympic Indoor Hall                      | 18.800    | Meister          | A      |
| Olympiakos Piräus        | A1 Ethniki              | Stadion des Friedens und der Freundschaft     | 11.600    | Vizemeister      | A      |
| Fenerbahçe Doğuş (TV)    | Türkiye Basketbol Ligi  | Ülker Sports Arena                            | 13.000    | Meister          | A      |
| Anadolu Efes SK          | Türkiye Basketbol Ligi  | Sinan Erdem Dome                              | 16.500    | Halbfinale       | A      |
| PBK ZSKA Moskau          | VTB United League       | Megasport-Arena                               | 13.126    | Meister          | A      |
| BK Chimki                | VTB United League       | Mytischtschi-Arena                            | 08.000    | Vizemeister      | B      |
| Maccabi Tel Aviv         | Ligat ha’Al             | Menora Mivtachim Arena                        | 10.383    | Halbfinale       | A      |
| AX Armani Olimpia        | Lega Basket Serie A     | Mediolanum Forum                              | 12.700    | Halbfinale       | A      |
| Žalgiris Kaunas          | Lietuvos krepšinio lyga | Žalgirio Arena                                | 15.552    | Meister          | A      |
| Brose Bamberg            | Basketball-Bundesliga   | Brose Arena                                   | 06.800    | Meister          | B      |
| KK Roter Stern Belgrad   | ABA-Liga                | Štark-Arena                                   | 22.680    | Meister          | B      |

- EC: Sieger des EuroCup 2016/17
- TV: Titelverteidiger der EuroLeague aus 2016/17
- Vereine mit einer A-Lizenz haben dauerhaftes Teilnahmerecht in der EuroLeague, unabhängig vom Abschneiden in der nationalen Liga.
- Die übrigen Vereine nehmen durch eine B-Lizenz teil. Diese wird an den Meister der VTB United League, der Basketball-Bundesliga, der ABA-Liga, der Türkiye Basketbol Ligi sowie dem Sieger des EuroCup des Vorjahres vergeben. Sollte der nationale Meister bereits über eine A-Lizenz verfügen, rückt der nächstbessere Verein nach.

## Hauptrunde
Die Hauptrunde wurde zwischen dem 12. Oktober 2017 und dem 6. April 2018 ausgespielt. Für die Gruppenplatzierungen waren bei Mannschaften mit gleicher Anzahl von Siegen nicht das gesamte Korbpunktverhältnis, sondern nur das addierte Ergebnis im direkten Vergleich der Mannschaften untereinander entscheidend.

### Tabelle
| Team                      | Sp | S  | N  | P+   | P-   |
| ------------------------- | -- | -- | -- | ---- | ---- |
| 01. ZSKA Moskau           | 30 | 24 | 6  | 2675 | 2377 |
| 02. Fenerbahçe Doğuş      | 30 | 21 | 9  | 2381 | 2208 |
| 03. Olympiakos Piräus     | 30 | 19 | 11 | 2268 | 2250 |
| 04. Panathinaikos Athen   | 30 | 19 | 11 | 2334 | 2291 |
| 05. Real Madrid           | 30 | 19 | 11 | 2576 | 2375 |
| 06. Žalgiris Kaunas       | 30 | 18 | 12 | 2417 | 2389 |
| 07. Laboral Kutxa Vitoria | 30 | 16 | 14 | 2487 | 2373 |
| 08. BK Chimki             | 30 | 16 | 14 | 2338 | 2352 |
| 09. Unicaja Málaga        | 30 | 13 | 17 | 2347 | 2435 |
| 10. Maccabi Tel Aviv      | 30 | 13 | 17 | 2440 | 2530 |
| 11. Valencia Basket Club  | 30 | 12 | 18 | 2336 | 2420 |
| 12. Brose Bamberg         | 30 | 11 | 19 | 2309 | 2446 |
| 13. FC Barcelona          | 30 | 11 | 19 | 2456 | 2404 |
| 14. Roter Stern Belgrad   | 30 | 11 | 19 | 2333 | 2515 |
| 15. AX Armani Olimpia     | 30 | 10 | 20 | 2407 | 2530 |
| 16. Anadolu Efes Istanbul | 30 | 7  | 23 | 2321 | 2530 |

## Viertelfinale
Im Modus „Best-of-Five“ traten die verbliebenen acht Teams in bis zu fünf Mannschaftsbegegnungen gegeneinander an. Der Erste der Hauptrunde traf auf den Achten, der Zweite auf den Siebten, der Dritte auf den Sechsten und der Vierte auf den Hauptrundefünften.
Die vier Mannschaften, welche diese Duelle für sich entscheiden konnten, qualifizierten sich für das Final-Four-Turnier. Die Spiele fanden vom 17. bis zum 27. April 2018 statt.
| Paarung             | Paarung | Paarung               | 1. Spiel | 2. Spiel | 3. Spiel | 4. Spiel | 5. Spiel |
| ZSKA Moskau         | −       | BK Chimki             | 98:95    | 89:84    | 73:79    | 89:88    |          |
| Panathinaikos Athen | −       | Real Madrid           | 95:67    | 82:89    | 74:81    | 82:89    |          |
| Fenerbahçe Doğuş    | −       | Laboral Kutxa Vitoria | 82:73    | 95:89    | 83:88    | 92:83    |          |
| Olympiakos Piräus   | −       | Žalgiris Kaunas       | 78:87    | 79:68    | 60:80    | 91:101   |          |

## Final Four

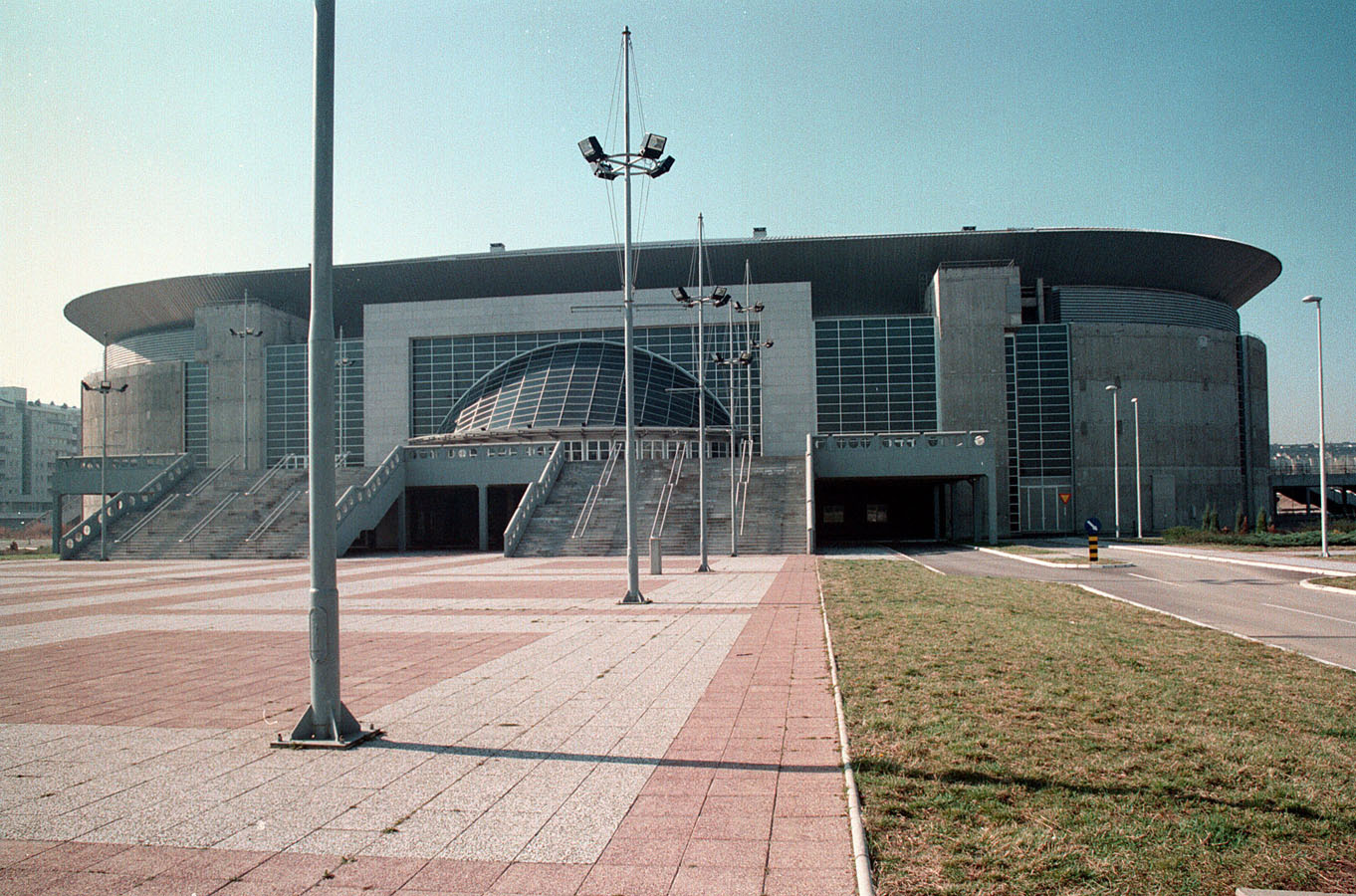
Štark-Arena in Serbien

In einem Turnier, das zwischen dem 18. und 20. Mai 2018 in der Štark-Arena in Belgrad, Serbien ausgetragen wurde, traten je zwei Mannschaften in Halbfinals gegeneinander an. Die Sieger qualifizierten sich für das Finale, aus dem der Sieger der EuroLeague hervorging.

### Halbfinale
Die Halbfinalspiele fanden am 18. Mai 2018 statt.
| Paarung          | Paarung | Paarung         | Ergebnis |
| ZSKA Moskau      | −       | Real Madrid     | 83:92    |
| Fenerbahçe Doğuş | −       | Žalgiris Kaunas | 76:67    |

### Spiel um Platz 3
Das Spiel um Platz 3 fand am 20. Mai 2018 statt.
| Paarung         | Paarung | Paarung     | Ergebnis |
| Žalgiris Kaunas | −       | ZSKA Moskau | 79:77    |

### Finale
Das Finale fand am 20. Mai 2018 statt.
| Paarung          | Fenerbahçe Doğuş – Real Madrid |
| Ergebnis         | 80:85 |
| Datum            | 20. Mai 2018 |
| Stadion          | Štark-Arena, Belgrad |
| Zuschauer        | 16.967 |
| Schiedsrichter   | Luigi Lamonica, Borys Ryzhyk, Oļegs Latiševs |
| Fenerbahçe Doğuş | Luigi Datome 6 Punkte, Ahmet Düverioğlu 8, Marko Gudurić, Nikola Kalinić 7, Nicolò Melli 28, Ali Muhammed 7, James Nunnally, Kostas Sloukas 7, Jason Thompson, Jan Veselý 3, Brad Wanamaker 14, sowie ohne Finaleinsatz: Egehan Arna, Sinan Güler, Barış Hersek, Melih Mahmutoğlu Trainer: Željko Obradović                                   |
| Real Madrid      | Gustavo Ayón 4, Facundo Campazzo, Jaycee Carroll 9, Fabien Causeur 17, Luka Dončić 15, Rudy Fernández 5, Sergio Llull 5, Anthony Randolph 3, Felipe Reyes 6, Walter Tavares 8, Jeffery Taylor 3, Trey Thompkins 10, sowie ohne Finaleinsatz: Ognjen Kuzmić, Jonas Mačiulis, Dino Radončić, Chasson Randle, Santiago Yusta Trainer: Pablo Laso |

## Auszeichnungen

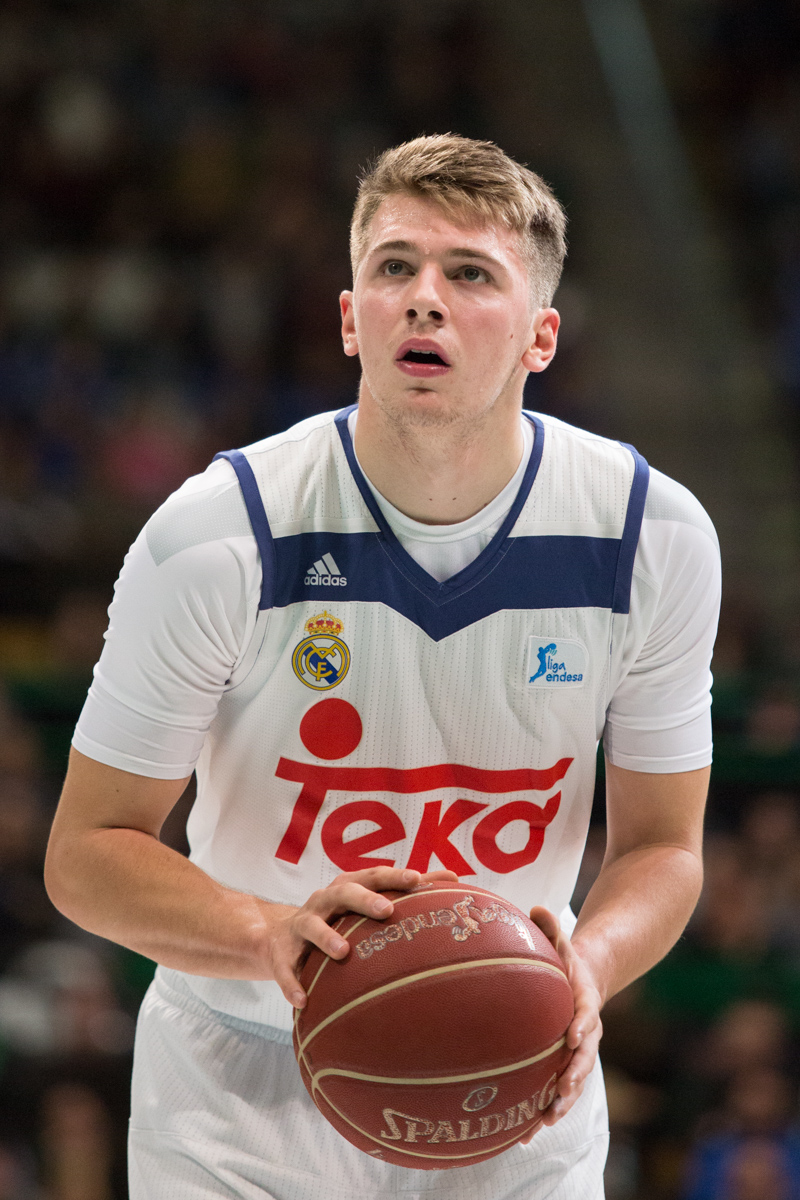
Regular Season, Final Four MVP und Rising Star: Luka Dončić

### MVP der Euroleague Saison
- Luka Dončić (Real Madrid)

### Final Four MVP
- Luka Dončić (Real Madrid)

### All Euroleague First Team
- Nick Calathes (Panathinaikos)
- Nando de Colo (ZSKA Moskau)
- Luka Dončić (Real Madrid)
- Tornike Schengelia (Saski Baskonia)
- Jan Veselý (Fenerbahçe)

### All Euroleague Second Team
- Paulius Jankūnas (Zalgiris)
- Kevin Pangos (Zalgiris)
- Sergio Rodríguez (ZSKA Moskau)
- Alexei Schwed (BK Chimki)
- Vasilios Spanoulis (Olympiakos)

### Bester Verteidiger
- Kyle Hines (BK Chimki)

### Rising Star Trophy
- Luka Dončić (Real Madrid)

### Alphonso Ford Top Scorer Trophy
- Alexei Schwed (BK Chimki)

### Trainer des Jahres (Alexander Gomelski Trophy)
- Pablo Laso (Real Madrid)

### MVP des Monats
- Oktober:  Luka Dončić (Real Madrid)
- November:  Nick Calathes (Panathinaikos)
- Dezember:  Paulius Jankūnas (Zalgiris)
- Januar:  Nando de Colo (ZSKA Moskau)
- Februar:  Alexei Schwed (BK Chimki)
- März:  Tornike Schengelia (Saski Baskonia)
- April:  Brandon Davies (Zalgiris)